# محوطه کاظم‌آباد
محوطه کاظم‌آباد مربوط به دوران‌های تاریخی پس از اسلام است و در شهرستان قروه، بخش چهاردولی، روستای صندوق آباد واقع شده و این اثر در تاریخ ۲۳ شهریور ۱۳۸۲ با شمارهٔ ثبت ۱۰۱۰۳ به‌عنوان یکی از آثار ملی ایران به ثبت رسیده است.